# Lars Wellton

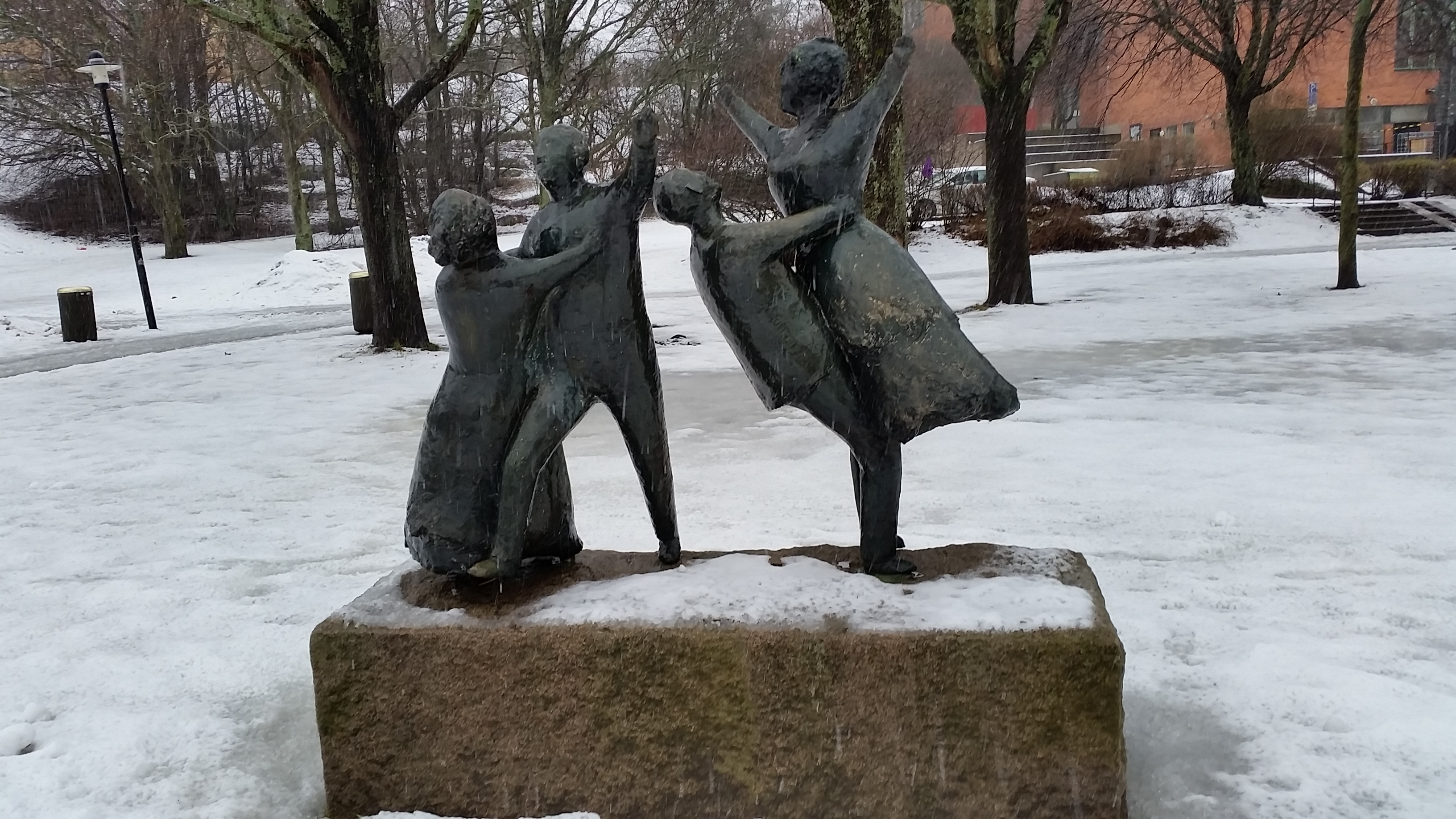
Det var dans bort i vägen utförd av Lars Wellton i Solna

Lars Olof Wellton, född 28 juli 1918 i Limhamn i Malmö, död 19 oktober 1992, var en svensk målare, skulptör, tecknare och bokillustratör. Han var bror till Ernst Wellton och Öllegård Wellton samt dotterson till Anna Hoffman-Uddgren.

## Biografi
Han var son till biträdande professor Otto Gottfrid Wellton och sångerskan Anna Margareta Viola Uddgren samt från 1948 gift med Brita Ragnhild Garby. Wellton provade på ett flertal yrken innan han studerade konst vid Académie de la Grande Chaumière i Paris 1939, vid Otte Skölds målarskola 1941–1942 och vid Grünewalds målarskola 1945–1946. Under studieåren arbetade han som tidningstecknare vid Aftonbladet och med teaterdekorationer för revyn Vi som vill upp och andra uppsättningar på Odéonteatern i Stockholm. Separat debuterade han på Galerie Acté i Stockholm 1947 och han visade sin andra separatutställning på Konstnärshuset 1961 som följdes av en separatutställning i samma lokal 1966. Separat ställde han även ut på Bokkonsum, Gröna paletten i Stockholm samt i Borås och Gamleby. Tillsammans med Erik Ewald ställde han ut i Gävle och tillsammans med Birger och Sven Lundquist i Falun samt tillsammans med Juho Suni i Sandviken. Han medverkade ett flertal gånger i Nationalmuseums utställning Unga tecknare och Sveriges allmänna konstförenings vårsalonger i Stockholm, Svenska konstnärernas förenings utställningar i Stockholm samt Liljevalchs Stockholmssalonger. 
Sin konstnärliga utövning bedrev Wellton även som tecknare i DN, Svenska Dagbladet, Aftonbladet och Expressen, och ett stort antal bokomslag, bokillustrationer samt i tecknade filmer för TV. Bland annat illustrerade han Bo Setterlinds Dikter 1957 och Anatole Frances Lille Pierre 1961. Han producerade 1965 TV-filmen Brev från Toscana där han med teckningar från Siena skapade ett program om medelhavskulturen. På uppdrag av Stockholms skoldirektion utförde han 1955 en väggmålning i Sundby skola där temat utgjordes av HC Andersens saga om Kejsarens nya kläder, för stadshuset i Borås utförde han 1957 en större kalkstensmosaik för trapphuset och i samma material utförde han verket Zodiaken för Hässelby skola 1958. Vid en utsmyckningstävling i Solna segrade hans förslag Det var dans bort i vägen 1962.
Han målade figurkompositioner, landskap och stilleben. Wellton skildrade ofta motiv från Medelhavsländerna, gärna i jordfärger och i en stram, nästan abstrakt stil. Han var medlem i gruppen Åkerbokonstnärerna, som bildades 1968 på initiativ av konstnären Walter Frylestam.
Lars Wellton är begravd på Källa kyrkogård.

## Representation
Wellton har bidragit till offentlig utsmyckning i bland annat Sundby skola och med en mosaik i Borås stadshus samt en altarmålning i Källa kyrka på Öland.
Hans konst finns representerad vid bland annat Nationalmuseum i Stockholm, Gävle museum, Kalmar läns museum, Kalmar konstmuseum, Linköpings museum, Postmuseum, och  Länsmuseet Gävleborg.

## Priser och utmärkelser
- 1985 – Knut V. Pettersson-stipendiet